# 砂地野百合
砂地野百合（学名：Crotalaria triquetra）为豆科野百合属下的一个种。分布于台湾南部，海拔低于300米的草原、荒地。

## 扩展阅读
- 維基物種上的相關：砂地野百合